# کلوب ۲۷

نقاشی دیواری در تل‌آویو که چند عضو سرشناس کلوب ۲۷ را به تصویر می‌کشد. چپ به راست: برایان جونز، جیمی هندریکس، جنیس جاپلین، جیم موریسون، ژان میشل باسکیا، کرت کوبین و ایمی واینهاوس.

کلوب ۲۷ (به انگلیسی: 27 Club) که همچنین با نام «کلوب ۲۷ جاویدان» نیز شناخته می‌شود، گروهی مشتمل بر موسیقی‌دانان، بازیگران، هنرمندان و دیگر سلبریتی‌هایی است که به‌دلیل مرگ در ۲۷ سالگی چنین عنوانی برای آن‌ها مطرح شد. اگرچه ادعای افزایش ناگهانی آمار مرگ موسیقی‌دانان در این سن از سوی تحقیقات علمی رد شده‌است، اما همچنان یک پدیده فرهنگی است و بسیاری از افراد مشهور که در ۲۷ سالگی فوت می‌کنند به‌دلیل سبک زندگی پرخطر خود مورد توجه قرار گرفته‌اند.

## اعضای شناخته‌شده
| نام              | زادروز          | درگذشت          | علت رسمی مرگ                                    | شهرت                                                                                                | سن                | منابع         |
| ---------------- | --------------- | --------------- | ----------------------------------------------- | --------------------------------------------------------------------------------------------------- | ----------------- | ------------- |
| رابرت جانسون     | ۸ مه ۱۹۱۱       | ۱۶ اوت ۱۹۳۸     | نامعلوم                                         | خواننده و نوازنده بلوز                                                                              | ۲۷ سال، ۱۰۰ روز   | [ ۷ ] [ ۸ ]   |
| برایان جونز      | ۲۸ فوریه ۱۹۴۲   | ۳ ژوئیه ۱۹۶۹    | در استخر غرق شد؛ گزارش کرونر «مرگ بر اثر حادثه» | یکی از بنیان‌گذاران رولینگ استونز، نوازنده گیتار و چند ساز دیگر                                      | ۲۷ سال، ۱۲۵ روز   | [ ۷ ] [ ۱۱ ]  |
| آلن ویلسون       | ۴ ژوئیه ۱۹۴۳    | ۳ سپتامبر ۱۹۷۰  | اوردوز (باربیتورات)، خودکشی احتمالی             | رهبر، خواننده و آهنگساز اصلی کند هیت                                                                | ۲۷ سال، ۶۱ روز    | [ ۷ ]         |
| جیمی هندریکس     | ۲۷ نوامبر ۱۹۴۲  | ۱۸ سپتامبر ۱۹۷۰ | اختناق                                          | نوازنده پیشگام گیتار الکتریک، خواننده و ترانه‌سرا برای جیمی هندریکس اکسپرینس و باند آو جیپسیز        | ۲۷ سال، ۲۹۵ روز   | [ ۷ ] [ ۱۱ ]  |
| جنیس جاپلین      | ۱۹ ژانویه ۱۹۴۳  | ۴ اکتبر ۱۹۷۰    | اوردوز (احتمالاً هروئین)                         | خواننده اصلی و ترانه‌سرا برای بیگ برادر اند د هولدینگ کامپانی، گروه کازمیک بلوز و گروه فول تیلت بوگی | ۲۷ سال، ۲۵۸ روز   | [ ۷ ] [ ۱۴ ]  |
| جیم موریسون      | ۸ دسامبر ۱۹۴۳   | ۳ ژوئیه ۱۹۷۱    | نارسایی قلبی                                    | خواننده، ترانه‌سرا، و رهبر دورز                                                                      | ۲۷ سال، ۲۰۷ روز   | [ ۷ ] [ ۱۱ ]  |
| پیتر هم          | ۲۷ آوریل ۱۹۴۷   | ۲۴ آوریل ۱۹۷۵   | خودکشی با دار زدن                               | نوازنده کیبورد و گیتار، رهبر بدفینگر                                                                | ۲۷ سال، ۳۶۲ روز   | [ ۷ ]         |
| ماساکو ناتسومه   | ۱۷ دسامبر ۱۹۵۷  | ۱۱ سپتامبر ۱۹۸۵ | لوسمی حاد مغز استخوان                           | بازیگر                                                                                              | ۲۷ سال، ۲۶۸ روز   | [ ۱۶ ] [ ۱۷ ] |
| الکساندر باشلاچف | ۲۷ مه ۱۹۶۰      | ۱۷ فوریه ۱۹۸۸   | سقوط از ارتفاع، خودکشی احتمالی                  | شاعر، موزیسین راک و ترانه‌سرا                                                                        | ۲۷ سال، ۲۶۶ روز   | [ ۱۸ ]        |
| ژان میشل باسکیا  | ۲۲ دسامبر ۱۹۶۰  | ۱۲ اوت ۱۹۸۸     | اوردوز (اسپیدبال)                               | نقاش و گرافیتی‌کار؛ گروه گرِی را تشکیل داد                                                            | ۲۷ سال، ۲۳۴ روز   |               |
| میا زاپاتا       | ۲۵ اوت ۱۹۶۵     | ۷ ژوئیه ۱۹۹۳    | به قتل رسید                                     | خواننده اصلی گیتس                                                                                   | ۲۷ سال، ۳۱۶ روز   | [ ۷ ]         |
| کرت کوبین        | ۲۰ فوریه ۱۹۶۷   | ۵ آوریل ۱۹۹۴ c. | خودکشی با شلیک گلوله                            | بنیان‌گذار، خواننده اصلی، نوازنده گیتار و ترانه‌سرای نیروانا                                          | ۲۷ سال، ۴۴ روز c. | [ ۷ ] [ ۱۴ ]  |
| کریستن فاف       | ۲۶ مه ۱۹۶۷      | ۱۶ ژوئن ۱۹۹۴    | اوردوز (هروئین)                                 | نوازنده گیتار بیس برای هول جانیتور جو                                                               | ۲۷ سال، ۲۱ روز    | [ ۷ ]         |
| ریچی ادواردز     | ۲۲ دسامبر ۱۹۶۷  | ۱ فوریه ۱۹۹۵    | ناپدید شد؛ ۲۳ نوامبر ۲۰۰۸ رسماً مرده فرض شد      | ترانه‌سرا و نوازنده گیتار منیک استریت پریچرز                                                         | ۲۷ سال، ۴۱ روز    | [ ۷ ]         |
| ایمی واینهاوس    | ۱۴ سپتامبر ۱۹۸۳ | ۲۳ ژوئیه ۲۰۱۱   | مسمومیت با الکل                                 | خواننده-ترانه‌سرا                                                                                    | ۲۷ سال، ۳۱۲ روز   | [ ۱۱ ]        |
| آنتون یلچین      | ۱۱ مارس ۱۹۸۹    | ۱۹ ژوئن ۲۰۱۶    | اختناق تروماتیک کند تصادفی                      | بازیگر مجموعهٔ تلویزیونی پیشتازان فضا در نقش پاول چکوف، نوازنده گیتار همرزهِد                         | ۲۷ سال، ۱۰۰ روز   | [ ۲۲ ] [ ۲۳ ] |
| کیم جونگ هیون    | ۸ آوریل ۱۹۹۰    | ۱۸ دسامبر ۲۰۱۷  | خودکشی ناشی از مسمومیت با مونوکسید کربن         | خواننده اصلی و ترانه‌سرای شاینی                                                                      | ۲۷ سال، ۲۵۴ روز   | [ ۲۵ ] [ ۲۶ ] |